# Onthophagus sidama
Onthophagus sidama é uma espécie de inseto do género Onthophagus, família Scarabaeidae, ordem Coleoptera.
Foi descrita cientificamente por Gestro em 1895.